# Загадка «Блакитного потяга»
«Загадка „Блакитного потяга“», також має назву «Таємниця „Блакитного експреса“» (англ. The Mystery of the Blue Train) — роман англійської письменниці Агати Крісті 1928 року з серії творів про Еркюля Пуаро.

## Сюжет
Пуаро сідає на «Блакитний поїзд» (фр. Le Train Bleu), що направляється на французьку Рив'єру. На цей же поїзд сідає Кетрин Грей, яка вперше після одержання спадщини проводить зимові канікули поза Англією. У поїзді вона знайомиться із Рут Кеттерінг, багатою американською спадкоємицею, що втекла з родини, щоб зустрітися з коханцем. На наступний ранок Рут виявляють вбитою в її купе. Викрадено безцінні рубіни, які, можливо, належали колись Катерині Другій. До того ж біля купе вбитої був замічений підозрілий тип. Все це змушує Пуаро почати пошуки вбивці.
Сюжет роману заснований на розповіді 1923 року «Плимутський Експрес» (англ. The Plymouth Express), що ввійшов у збірник розповідей «Ранні справи Пуаро» (англ. Poirot's Early Cases), опублікований у Великій Британії лише в 1974 році, а в США в 1951 році, у збірнику «Невдаха та інші розповіді».
У цьому романі вперше з'являється опис вигаданого селища Сент-Мері-Мід (англ. St. Mary Mead), що пізніше стане будинком для Міс Марпл.

## Персонажі роману
- Еркюль Пуаро — бельгійський детектив
- Руфус Ван Альден — американський мільйонер, батько Рут Кеттерінг
- Дерек Кеттерінг — американець, чоловік Рут Кеттерінг
- Кетрін Грей — молода англійка

1. ↑  (unspecified title) — ISBN 972-38-1320-3